# Granatspitze (horská skupina)
Granatspitze, skupina Granatspitze (německy Granatspitzeggruppe), je horská skupina ve Vysokých Taurách, na jihozápadě Rakouska. Leží ve spolkových zemích Salcbursko a Tyrolsko. Je součástí Centrálních krystalických Alp. Nejvyšší horou Granatspitze je Grosser Muntanitz.
Rozkládá mezi horskými skupinami Grossvenediger na západě, Glockner na východě a Schober na jihu.
Je mírně zaledněna. Hlavními ledovci jsou: Granatspitz, Prägrat, a Sonnblick. K dalším nejvyšším vrcholům náleží Luckenkogel (3 100 m), Stubacher Sonnblick (3 088 m), Kendlspitze (3 088 m) a Granatspitze (3 086 m).